# Ardeutica parmata
Ardeutica parmata es una especie de polilla de la familia Tortricidae. Se encuentra en Costa Rica.